# Saint-Sauveur (Québec)
Pour les articles homonymes, voir Saint-Sauveur.
Saint-Sauveur est une municipalité canadienne du Québec située dans la municipalité régionale de comté (MRC) des Pays-d'en-Haut, dans la région des Laurentides. Elle se trouve à une soixantaine de kilomètres au nord de Montréal.
La nouvelle ville de Saint-Sauveur a été créée le 11 septembre 2002. Elle est issue du regroupement de la municipalité de la paroisse de Saint-Sauveur et de la municipalité du village de Saint-Sauveur-des-Monts.

## Histoire

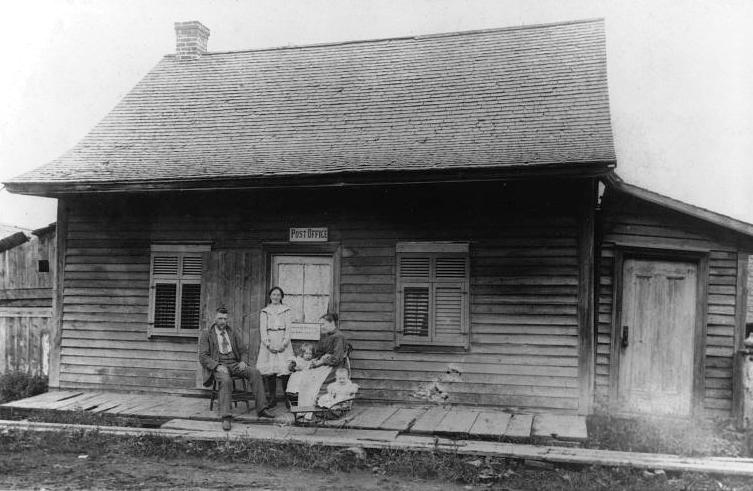
Bureau de poste, 1890.

Les premiers colons s’établissent dans la vallée de Saint-Sauveur le long de la rivière du Nord. Dès 1827, les seigneurs de l'Augmentation-des-Mille-Îles avaient concédé quelque 120 lots des deux côtés de la rivière du Nord. Sur une carte contemporaine, ces terres correspondaient à des lots riverains dans les actuelles municipalités de Prévost et de Piedmont.
En 1849, le curé de Saint-Jérôme demande à son évêque l’autorisation d'ouvrir une mission à l’extrémité nord de son immense paroisse et d'y bâtir une chapelle. Ignace Bourget, évêque du diocèse de Montréal, approuve la demande le 29 octobre de la même année, en ajoutant : « Placez-la donc le plus tôt possible et donnez-lui pour patron la Circoncision de Notre-Seigneur ». La fête de la Circoncision et la fête de Saint-Sauveur étaient célébrées le 1er janvier. Le 4 janvier 1853, les paroissiens de Saint-Sauveur présentent une requête demandant l'érection canonique de cette partie de la paroisse de Saint-Jérôme sous le nom de Saint-Sauveur. L'évêque approuve la requête le 10 février 1854 sous le nom de Saint-Sauveur.
Le 6 août 1855, Saint-Sauveur est érigé en municipalité. Le territoire comprend alors Shawbridge (érigé en municipalité indépendante en 1909), Piedmont (1923), Saint-Sauveur-des-Monts (1926) et Sainte-Anne-des-Lacs (1946).
« En 1895, la foudre frappe la chapelle qui sera détruite. C’est en 1903 que le curé Saint-Pierre réussi à convaincre les paroissiens de construire une église en pierres. C’est le 25 mai 1905, sous la gouverne du président du syndic François-Xavier Clouthier que la bénédiction de l’église a lieu, en la présence de Mgr Racicot, évêque-auxiliaire du diocèse de Montréal. »

## Géographie
Saint-Sauveur est situé dans les montagnes des Laurentides.
La rivière à Simon traverse le nord de la municipalité d'ouest en est.

## Mont Saint-Sauveur

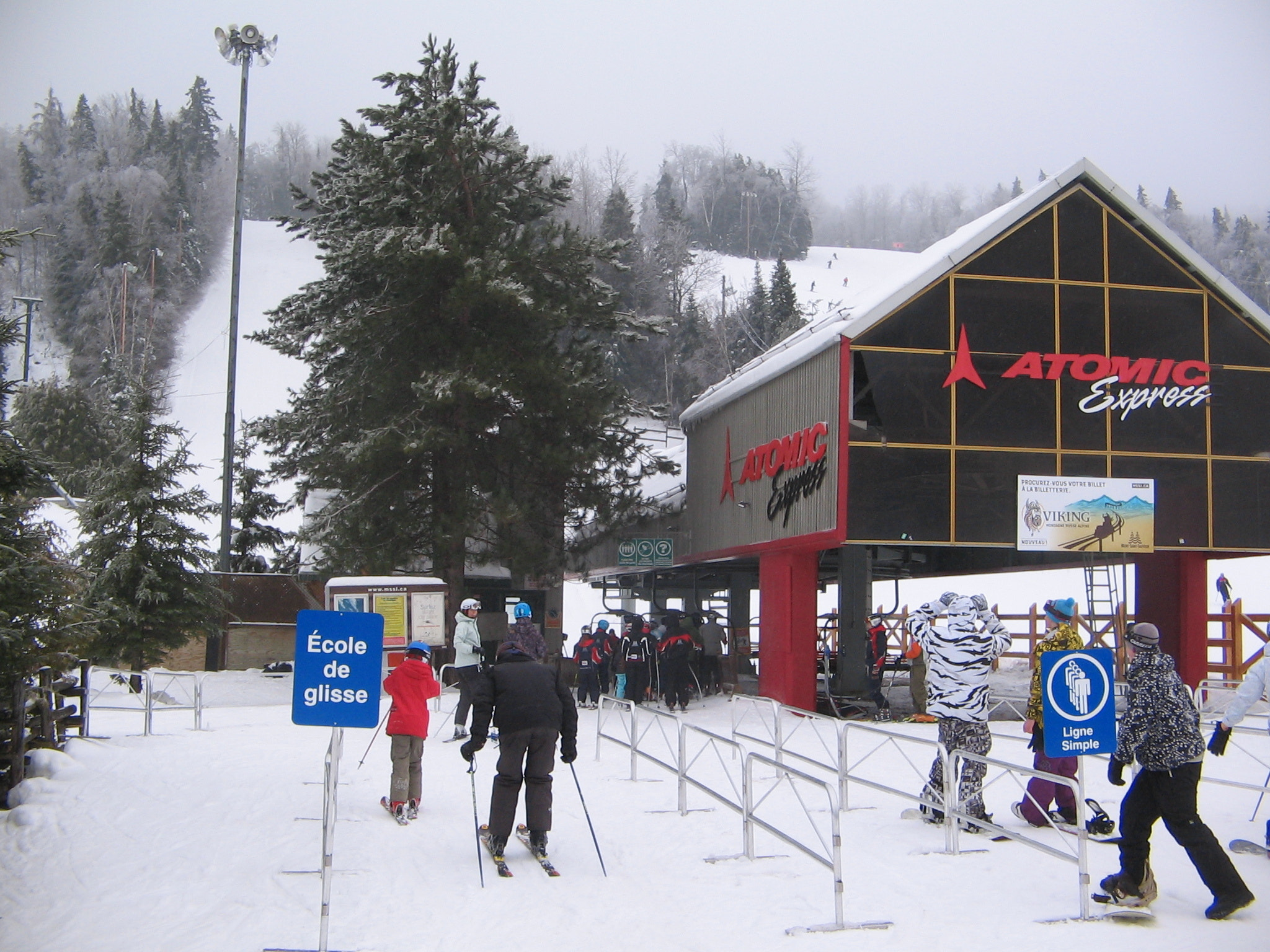
Un télésiège à mont Saint-Sauveur en décembre 2099

En 1934, la station de ski Mont Saint-Sauveur voit le jour avec une remontée sur la piste 70.
En 1948, le premier téléski en archet (« T-bar ») en Amérique du Nord est installé. Depuis, la station ne cesse de se développer.
La montagne a l'une des plus longues saisons de ski au Québec. Elle possède aussi un parc aquatique et des montagnes russes alpines.

## Démographie
| 2001  | 2006  | 2011  | 2016   | 2021   |
| ----- | ----- | ----- | ------ | ------ |
| 8 122 | 9 191 | 9 881 | 10 231 | 11 580 |

## Administration

### Liste des maires
Les élections municipales se font en bloc pour le maire et les six conseillers municipaux.
| Saint-Sauveur Maires depuis 2002                                                                                     |                 |         |          |
| Élection | Maire           | Qualité | Résultat |
| 2002 | Georges Filion  |         | Voir     |
| 2005 | Michel Lagacé   |         | Voir     |
| 2009 | Michel Lagacé   | Voir    |          |
| 2013 | Jacques Gariépy |         | Voir     |
| 2017 | Jacques Gariépy | Voir    |          |
| 2021 | Jacques Gariépy | Voir    |          |
| Élection partielle en italique Depuis 2005, les élections sont simultanées dans toutes les municipalités québécoises |                 |         |          |

### Composition du conseil municipal
|                                         | 2013-2025             |
| --------------------------------------- | --------------------- |
| Maire                                   | Jacques Gariépy       |
| Maire suppléant                         | Rosa Borreggine       |
| Trésorier                               | Jean-François Denis   |
| Directeur général                       | Jean-Philippe Gadbois |
| Directrice générale adjointe            | Marie-Eve Beaumier    |
| Directeur service sécurité d'incendie   | Lucka Plouffe         |
| Directrice de l'urbanisme               | Marilou P. Thomas     |
| Directeur des travaux publis            | Julien Charest-Landry |
| Directrice de l'environnement           | Brigitte Voss         |
| Directrice de la culture et des loisirs | Eve Pichette-Dufresne |

Conseillers et conseillères municipaux :
- Rosa Borreggine
- Luc Leblanc
- Caroline Vinet
- Carole Viau
- Luc Martel
- Marie-Josée Cossette

### Politique
Au niveau provincial, Saint-Sauveur fait partie de la circonscription de Prévost. L'actuelle députée est Sonia Bélanger.
Au niveau fédéral, Saint-Sauveur fait partie de la circonscription de Laurentides—Labelle. L'actuelle députée est Marie-Hélène Gaudreau.

## Profil économique

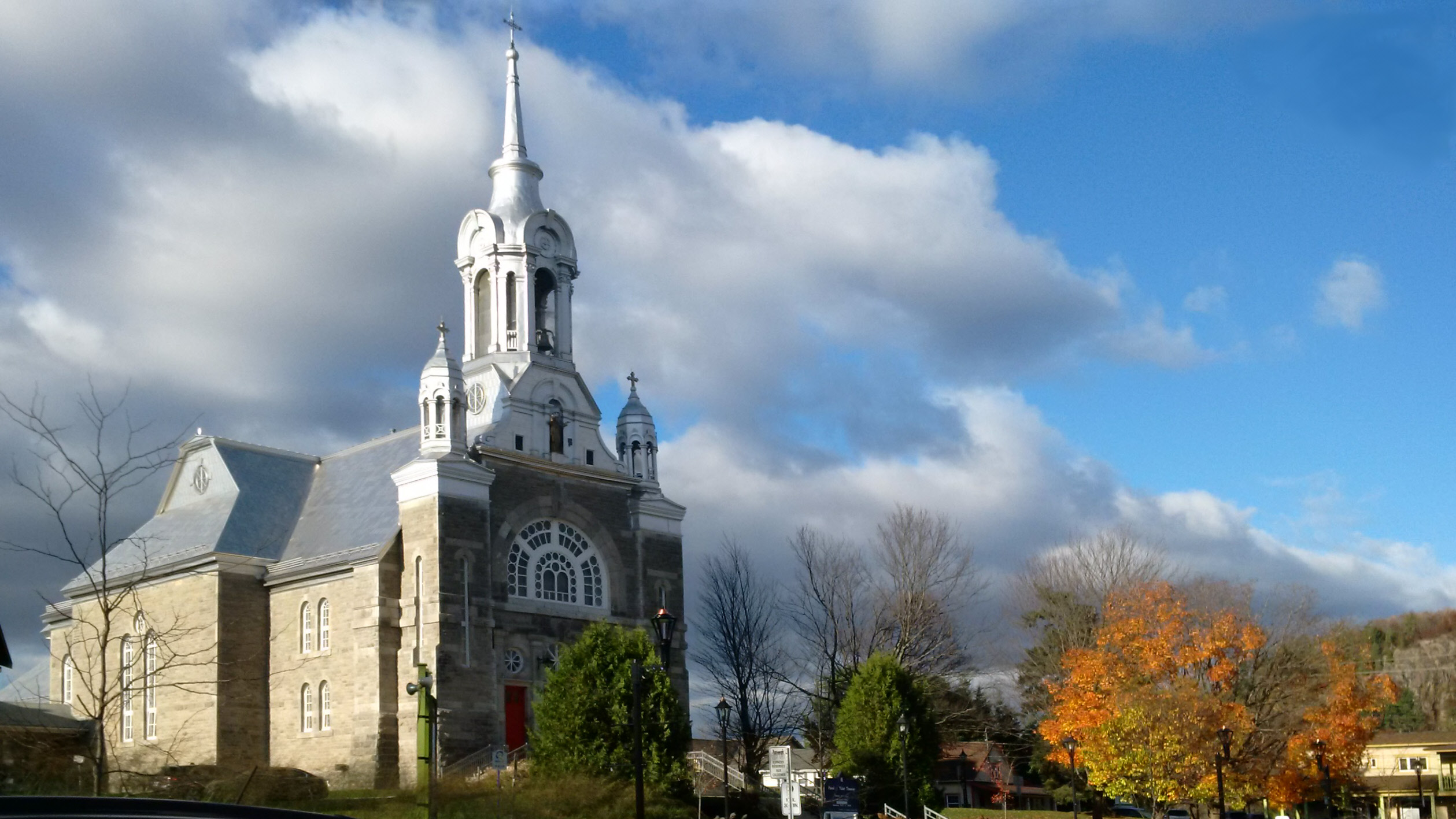
Église Saint-Sauveur

Pour l'essentiel, Saint-Sauveur est une station de villégiature active toute l'année. La rue principale du village offre une variété d'établissements commerciaux, le tout dans le respect du décorum architectural. Cependant, quelques entreprises de service et de fabrication ont pignon sur rue dans le parc industriel avoisinant la partie ouest du village, en direction de Morin-Heights.
Un studio d'enregistrement musical, le studio Grosse roche, propriété du musicien Hugo Perreault, est situé sur le territoire de Saint-Sauveur. Ce studio a récemment hébergé les projets de plusieurs artistes québécois majeurs, parmi lesquels Richard Séguin et Laurence Jalbert. La Fête des neiges de Saint-Sauveur a lieu chaque année durant la relâche scolaire. Une patinoire en forêt est située à proximité de la bibliothèque et de l'école primaire.

## Éducation
Le Centre de services scolaire des Laurentides administre les écoles francophones :
- École primaire de Saint-Sauveur (pavillon Marie-Rose et pavillon de La Vallée)[7]

La Commission scolaire Sir-Wilfrid-Laurier administre les écoles anglophones :
- École primaire Morin-Heights à Morin-Heights[8]
- École secondaire Laurentian Regional (en) à Lachute[9]

## Personnalités liées
- Jean-Baptiste Caouette, poète et écrivain né à Saint-Sauveur ;
- Les Sœurs McGarrigle
- Duc Dimitri de Leuchtenberg
- Roger Taillibert, architecte du Stade olympique de Montréal et du Parc des Princes ayant résidé à Saint-Sauveur
- Denis Lévesque et Pascale Wilhelmy, mariés à Saint-Sauveur[10]
- Michèle Richard, chanteuse et résidente[11]

## Images

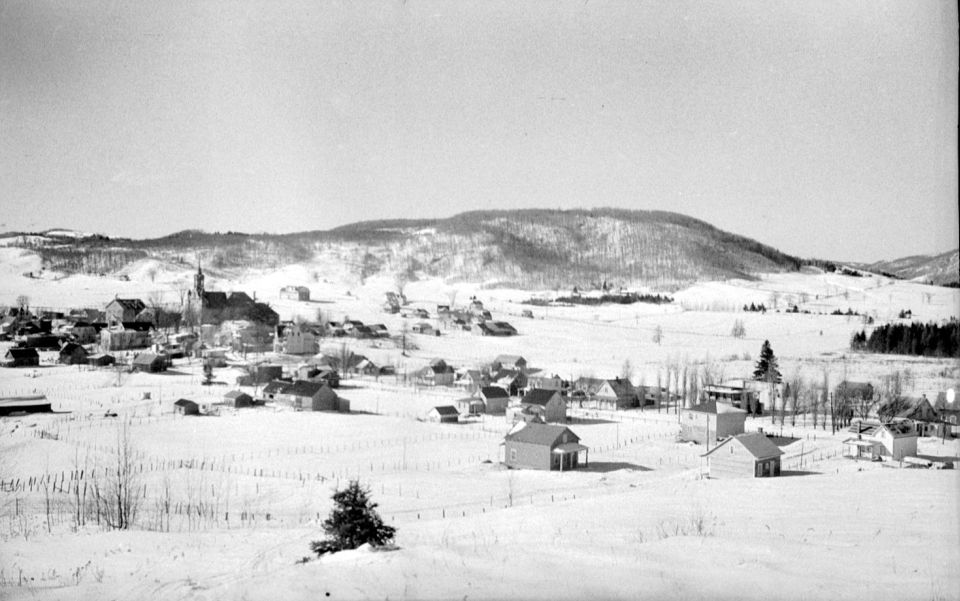
Saint-Sauveur-des-Monts en janvier 1942
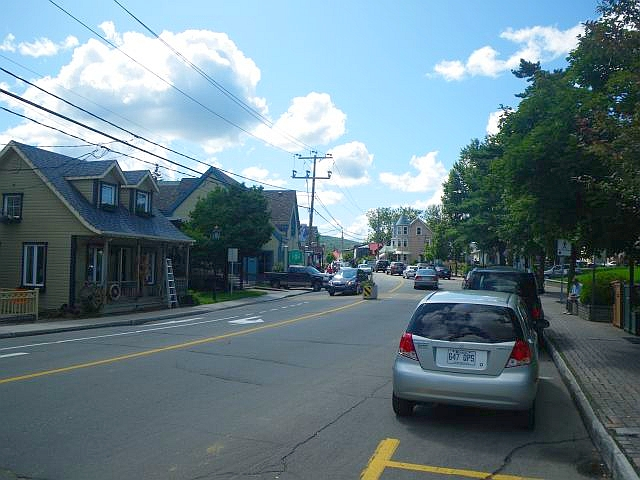
Rue principale
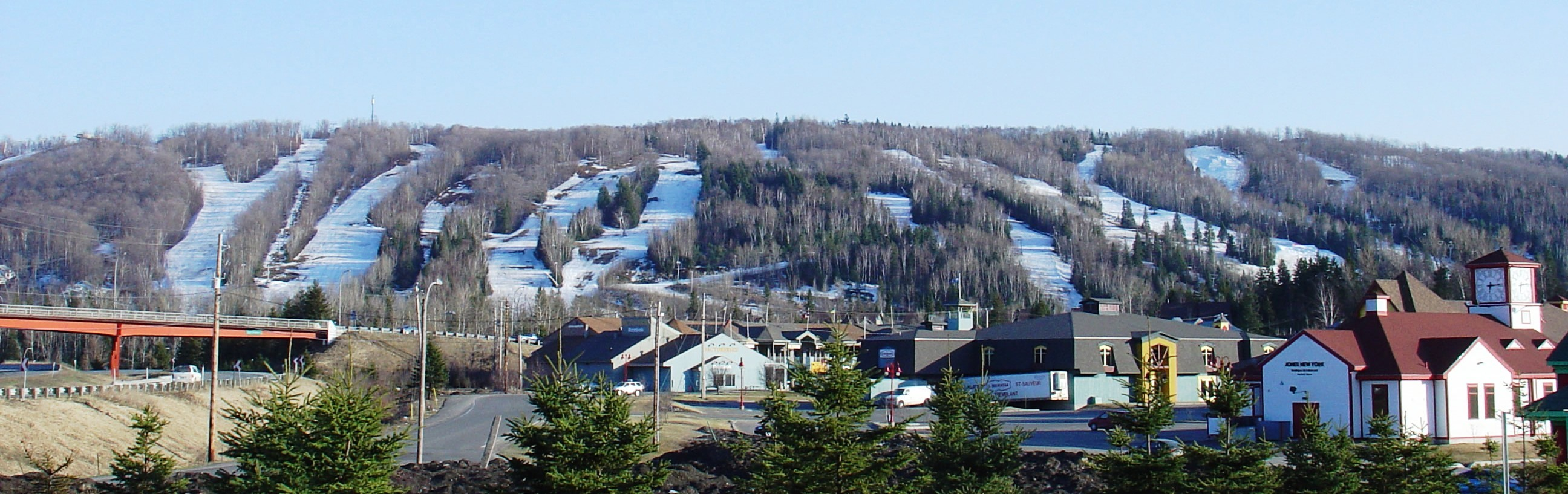
Mont Saint-Sauveur
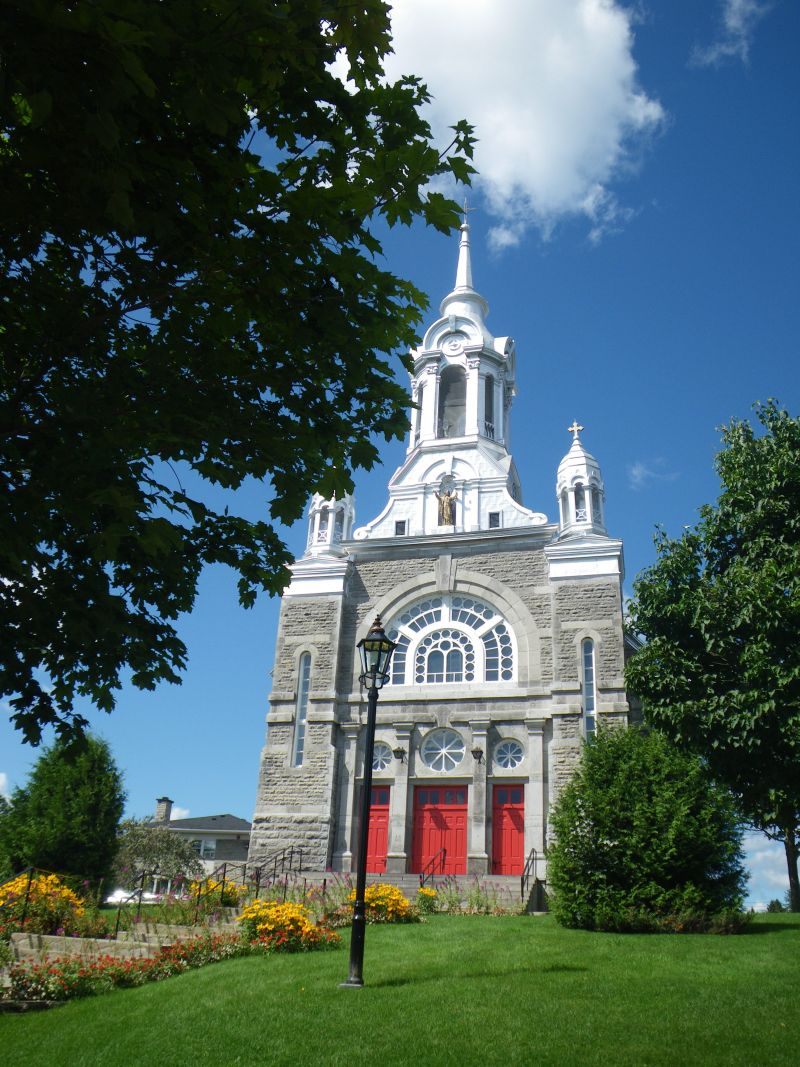
Église Saint-Sauveur